# Liste der Baudenkmale in Linden-Süd
Die Liste der Baudenkmale in Linden-Süd enthält die Baudenkmale des hannoverschen Stadtteils Linden-Süd. Die Quelle der Baudenkmale ist der Denkmalatlas Niedersachsen.

## Linden-Süd

### Gruppe: ehem. Hanomag, Göttinger Straße 14
Die Gruppe „ehem. Hanomag, Göttinger Straße 14“ hat die ID 40077096.

| Lage                                                    | Bezeichnung                              | Beschreibung | ID       | Bild           |
| ------------------------------------------------------- | ---------------------------------------- | --- | -------- | -------------- |
| Elfriede-Paul-Allee 30 52° 21′ 26″ N, 9° 42′ 55″ O      | Werkhalle I der Hanomag („U-Boot-Halle“) | Erbaut 1943/44 mit einem Tragwerk, das ursprünglich für eine U-Boot-Fertigungshalle in der Nordwerft der Kriegsmarinewerft Wilhelmshaven vorgesehen war; daher die Bezeichnung „U-Boot-Halle“. | 30789733 | Weitere Bilder |
| Göttinger Straße 14, 22, 23 52° 21′ 31″ N, 9° 42′ 57″ O | Verwaltungsgebäude der Hanomag           | | 30789659 | Weitere Bilder |
| Göttinger Straße 14 52° 21′ 31″ N, 9° 42′ 57″ O         | Arbeiterstandbild der Hanomag            | Erschaffen 1941 von Georg Herting. | 30787354 | Weitere Bilder |
| Göttinger Straße 14 52° 21′ 38″ N, 9° 42′ 53″ O         | Fabrikgebäude der Hanomag                | Erbaut 1917 nach Plänen von Alfred Sasse. An den oberen Gebäudeecken befinden sich die beiden Monumentalskulpturen „Industrie“ und „Arbeit“.                                                   | 30787326 | Weitere Bilder |
| Hanomaghof 3, 9, 12 52° 21′ 37″ N, 9° 42′ 51″ O         | Produktionsgebäude der Hanomag           | | 30789685 |                |
| Hanomagstraße 7 52° 21′ 34″ N, 9° 42′ 48″ O             | Direktorenvilla der Hanomag              | [ 1 ] | 30787378 | Weitere Bilder |
| Hanomagstraße 9 52° 21′ 33″ N, 9° 42′ 47″ O             | Direktionsgebäude der Hanomag            | [ 1 ] | 30787402 | Weitere Bilder |

### Sonstige Baudenkmale
| Lage | Bezeichnung                                     | Beschreibung | ID       | Bild           |
| --- | ----------------------------------------------- | --- | -------- | -------------- |
| Ahrbergstraße 1, 2, 3, 4, 5, 6, 7, 8, 9, 12, 13, 14, 15, 16, 17 52° 21′ 36″ N, 9° 43′ 2″ O                                                 |                                                 | Im Ensemble mit Charlottenstraße 56, 58, 60, Haspelmathstraße 8, 9, 10, 11, 12, 13, 14, 15, 16, 17, 18, 20, 21, 22, 24, 25.                                                          |          |                |
| Charlottenstraße 56, 58 (Bild), 60 52° 21′ 39″ N, 9° 43′ 5″ O                                                                              |                                                 | Im Ensemble mit Ahrbergstraße 1, 2, 3, 4, 5, 6, 7, 8, 9, 12, 13, 14, 15, 16, 17, Haspelmathstraße 8, 9, 10, 11, 12, 13, 14, 15, 16, 17, 18, 20, 21, 22, 24, 25.                      |          |                |
| Haspelmathstraße 8, 9, 10, 11, 12, 13, 14, 15, 16, 17, 18, 20, 21, 22, 24, 25 52° 21′ 38″ N, 9° 43′ 2″ O                                   |                                                 | Im Ensemble mit Ahrbergstraße 1, 2, 3, 4, 5, 6, 7, 8, 9, 12, 13, 14, 15, 16, 17, Charlottenstraße 56, 58, 60.                                                                        |          |                |
| Allerweg 27, 29 52° 21′ 44″ N, 9° 43′ 12″ O                                                                                                |                                                 | Im Ensemble mit Laportestraße 24, 24a, 24b, Ricklinger Straße 41. |          |                |
| Laportestraße 24, 24a, 24b 52° 21′ 45″ N, 9° 43′ 14″ O                                                                                     |                                                 | Im Ensemble mit Allerweg 27, 29, Ricklinger Straße 41. |          |                |
| Ricklinger Straße 41 52° 21′ 44″ N, 9° 43′ 11″ O                                                                                           |                                                 | Im Ensemble mit Allerweg 27, 29, Laportestraße 24, 24a, 24b. |          |                |
| Charlottenstraße 2, 4, 6 52° 21′ 49″ N, 9° 43′ 4″ O                                                                                        |                                                 | Im Ensemble. |          |                |
| Charlottenstraße 79, 80, 81, 82, 83, 84, 85, 86, 87, 88, 89, 90, 92, 94 52° 21′ 28″ N, 9° 43′ 6″ O                                         |                                                 | Im Ensemble mit Ricklinger Straße 128, Strousbergstraße 9, Tonstraße 1, 2, 3, 4, 5, 6, 7, 8, 9, 10, 11, 12, 13, 14, 15, 16, 18.                                                      |          |                |
| Ricklinger Straße 128 52° 21′ 29″ N, 9° 43′ 11″ O                                                                                          |                                                 | Im Ensemble mit Charlottenstraße 79, 80, 81, 82, 83, 84, 85, 86, 87, 88, 89, 90, 92, 94, Strousbergstraße 9, Tonstraße 1, 2, 3, 4, 5, 6, 7, 8, 9, 10, 11, 12, 13, 14, 15, 16, 18.    |          |                |
| Strousbergstraße 9 52° 21′ 24″ N, 9° 43′ 8″ O                                                                                              |                                                 | Im Ensemble mit Charlottenstraße 79, 80, 81, 82, 83, 84, 85, 86, 87, 88, 89, 90, 92, 94, Ricklinger Straße 128, Tonstraße 1, 2, 3, 4, 5, 6, 7, 8, 9, 10, 11, 12, 13, 14, 15, 16, 18. |          |                |
| Tonstraße 1, 2, 3, 4, 5, 6, 7, 8, 9, 10, 11, 12, 13, 14, 15, 16, 18 52° 21′ 29″ N, 9° 43′ 5″ O                                             |                                                 | Im Ensemble mit Charlottenstraße 79, 80, 81, 82, 83, 84, 85, 86, 87, 88, 89, 90, 92, 94, Ricklinger Straße 128, Strousbergstraße 9.                                                  |          |                |
| Deisterstraße 56, 58, 60 52° 21′ 50″ N, 9° 43′ 1″ O                                                                                        |                                                 | Im Ensemble. |          |                |
| Lampestraße 1, 2, 3, 4, 5, 6, 7, 8, 9 52° 21′ 34″ N, 9° 43′ 16″ O                                                                          |                                                 | Im Ensemble mit Petristraße 5, Plinkestraße 5, 7. |          |                |
| Petristraße 5 52° 21′ 33″ N, 9° 43′ 15″ O                                                                                                  |                                                 | Im Ensemble mit Lampestraße 1, 2, 3, 4, 5, 6, 7, 8, 9, Plinkestraße 5, 7. |          |                |
| Plinkestraße 5, 7 52° 21′ 36″ N, 9° 43′ 14″ O                                                                                              |                                                 | Im Ensemble mit Lampestraße 1, 2, 3, 4, 5, 6, 7, 8, 9 und Petristraße 5. |          |                |
| Posthornstraße 9, 10, 10a, 11, 12, 13, 14, 14a 52° 21′ 50″ N, 9° 42′ 56″ O                                                                 |                                                 | Im Ensemble mit Weberstraße 5, 6, 8, 10, 11, 12, 14/16, 20, 21, 22/23 (mit Hinterhaus), 24, 25/26 (mit Hinterhaus), 27, 28, 29.                                                      |          |                |
| Weberstraße 5, 6, 8, 10, 11, 12, 14/16, 20, 21, 22/23 (mit Hinterhaus), 24, 25/26 (mit Hinterhaus), 27, 28, 29 52° 21′ 51″ N, 9° 42′ 58″ O |                                                 | Im Ensemble mit Posthornstraße 9, 10, 10a, 11, 12, 13, 14, 14a. |          | Weitere Bilder |
| Ricklinger Straße 76, 78, 80, 82, 84 52° 21′ 40″ N, 9° 43′ 10″ O                                                                           |                                                 | Im Ensemble. |          |                |
| Roesebeckstraße 15 52° 21′ 37″ N, 9° 43′ 20″ O                                                                                             | Krankenhausbauten Siloah                        | Im Ensemble. |          |                |
| Schwarzer Bär 1, 3, 5, 7 52° 22′ 4″ N, 9° 43′ 15″ O                                                                                        |                                                 | Im Ensemble. |          |                |
| Allerweg/Ritter-Brüning-Straße 52° 21′ 42″ N, 9° 43′ 12″ O                                                                                 | Erlöserkirche                                   | 1878 begann der Bau der dreischiffigen neugotischen Hallenkirche nach Plänen von Conrad Wilhelm Hase.                                                                                |          |                |
| Am Lindener Berge 27 52° 21′ 45″ N, 9° 42′ 20″ O                                                                                           | Wasserhochbehälter                              | Erbaut 1878 nach Plänen von Stadtbauinspektor Oskar Heinrich Wilsdorff. |          |                |
| Am Lindener Berge 29 52° 21′ 43″ N, 9° 42′ 19″ O                                                                                           | Lindener Turm der hannoverschen Landwehr        | Der Turm wurde später als Windmühle (bis 1927) und bis in die Gegenwart gastronomisch genutzt.                                                                                       |          |                |
| Am Spielfelde 52° 21′ 41″ N, 9° 42′ 33″ O                                                                                                  | Egestorffdenkmal                                | Geschaffen 1935 von Georg Herting. |          |                |
| Charlottenstraße 11 52° 21′ 50″ N, 9° 43′ 5″ O                                                                                             | Wohnhaus                                        | [ 1 ] |          |                |
| Charlottenstraße 23/25 52° 21′ 46″ N, 9° 43′ 5″ O                                                                                          | Doppelwohnhaus                                  | [ 1 ] |          |                |
| Charlottenstraße 32 52° 21′ 43″ N, 9° 43′ 4″ O                                                                                             | Fachwerkhaus                                    | [ 1 ] |          |                |
| Charlottenstraße (zwischen 36 und 44) 52° 21′ 42″ N, 9° 43′ 4″ O                                                                           | Fabrikationshalle der Wurstfabrik Fritz Ahrberg | [ 1 ] |          |                |
| Charlottenstraße 59 52° 21′ 36″ N, 9° 43′ 6″ O                                                                                             | Wohnhaus                                        | [ 1 ] |          |                |
| Deisterplatz 12 52° 21′ 41″ N, 9° 42′ 51″ O                                                                                                | Bunker am Deisterplatz                          | [ 1 ] |          |                |
| Deisterstraße 19 52° 21′ 57″ N, 9° 43′ 10″ O                                                                                               | Ehemaliges Lindener Rathaus                     | Erbaut 1883–1884 nach Plänen von Christoph Hehl. |          | Weitere Bilder |
| Deisterstraße 31 52° 21′ 55″ N, 9° 43′ 9″ O                                                                                                | Wohn- und Geschäftshaus                         | [ 1 ] |          |                |
| Deisterstraße 33 52° 21′ 55″ N, 9° 43′ 8″ O                                                                                                | Wohn- und Geschäftshaus                         | [ 1 ] |          |                |
| Deisterstraße 49 52° 21′ 50″ N, 9° 43′ 3″ O                                                                                                | Wohnhaus                                        | [ 1 ] |          |                |
| Deisterstraße 57 52° 21′ 50″ N, 9° 43′ 2″ O                                                                                                | Wohnhaus                                        | [ 1 ] |          |                |
| Deisterstraße 62 52° 21′ 49″ N, 9° 43′ 0″ O                                                                                                | Wohn- und Geschäftshaus                         | [ 1 ] |          |                |
| Deisterstraße 64 52° 21′ 48″ N, 9° 43′ 0″ O                                                                                                | Wohn- und Geschäftshaus                         | [ 1 ] |          |                |
| Deisterstraße 71 52° 21′ 46″ N, 9° 43′ 0″ O                                                                                                | Wohn- und Geschäftshaus                         | [ 1 ] |          |                |
| Deisterstraße 73 52° 21′ 46″ N, 9° 43′ 0″ O                                                                                                | Wohn- und Geschäftshaus                         | [ 1 ] |          |                |
| Deisterstraße 74 52° 21′ 46″ N, 9° 42′ 58″ O                                                                                               | Mietwohnhaus                                    | [ 1 ] |          |                |
| Deisterstraße 75 52° 21′ 45″ N, 9° 42′ 59″ O                                                                                               | Wohn- und Geschäftshaus                         | [ 1 ] |          |                |
| Deisterstraße 81/83 52° 21′ 42″ N, 9° 42′ 57″ O                                                                                            | Ahrberg-Villa                                   | [ 1 ] |          |                |
| Göttinger Straße 58 52° 21′ 33″ N, 9° 42′ 58″ O                                                                                            | Wohn- und Geschäftshaus                         | [ 1 ] |          |                |
| Hanomagstraße 11 ff. 52° 21′ 26″ N, 9° 42′ 25″ O                                                                                           | Werkshallen der Hanomag                         | [ 1 ] |          |                |
| Posthornstraße 23 52° 21′ 50″ N, 9° 42′ 54″ O                                                                                              | St. Godehard                                    | [ 1 ] |          |                |
| Ricklinger Straße 2 52° 21′ 57″ N, 9° 43′ 11″ O                                                                                            | Wohnhaus                                        | [ 1 ] |          |                |
| Ricklinger Straße 40 52° 21′ 48″ N, 9° 43′ 9″ O                                                                                            | Villa                                           | [ 1 ] |          |                |
| Wachsbleiche 52° 21′ 44″ N, 9° 42′ 42″ O                                                                                                   | Mauer des ehemaligen Von-Alten-Gartens          | [ 1 ] |          |                |
| Auestraße 5c 52° 21′ 55″ N, 9° 43′ 13″ O                                                                                                   | Bauplastik                                      | Wandskulptur "Arzt und Kranker" von Hermann Scheuernstuhl | 30789757 | Weitere Bilder |